# Johan Christopher Toll
Johan Christopher Toll (Mölleröd, 1º febbraio 1743 – Stoccolma, 21 maggio 1817) è stato un militare e diplomatico svedese.

## Biografia

### I primi anni
Il conte Johan Christopher Toll nacque a Mölleröd in Scania (oggi parte del comune di Hässleholm nella Contea di Scania. Toll proveniva da un'antica famiglia di origini olandesi che risaliva al XIII secolo ma che era emigrata nelle province del Baltico nel XVI secolo.
Suo padre era il tenente colonnello Gustav Reinhold Toll, mentre sua madre era la nobile Elsa Sofia Gyllenstierna. Egli entrò nell'esercito come volontario nell'esercito svedese nel 1758 e prese parte alla Guerra dei Sette anni con una spedizione in Pomerania tra il 1759 ed il 1760, abbandonando poi il servizio militare per quello civile divenendo överjägmästare della Contea di Kristianstad.

### Cospiratore reale
Durante il Riksdag del 1771-1772 la fazione politica dominante lo privò del suo incarico e Toll, appoggiando le idee del nuovo monarca Gustavo III che aveva aperto il proprio governo con la volontà di tirare le redini dei partiti politici svedesi, si avvicinò a Jacob Magnus Sprengtporten, un nobiluomo finlandese che già si era scontrato con i politici sull'idea di una rivoluzione. Toll, sfruttando la sua posizione di militare, prese possesso della fortezza di Sveaborg su invito segreto di Gustavo III e poi si diresse a raggiungere il re a Stoccolma.
Toll propose quindi di sollevare una seconda rivolta nella provincia della Scania e di prendere possesso della fortezza di Kristianstad a sud, progetto che dopo diversi dibattiti venne segretamente avallato dal re. Gustavo III fornì a Toll l'appoggio di suo fratello minore, Carlo, il quale venne incaricato di mobilitare tutte le guarnigioni presenti nelle fortezze della Svezia meridionale, formalmente per reprimere la rivolta scoppiata a Kristianstad ma in realtà per raggiungere i ribelli, accordarsi con loro e marciare verso la capitale per forzare i partiti politici ad accogliere le idee del re sul nuovo concetto di stato in Svezia.

### Politico
Toll, dopo la sua azione in ambito rivoluzionario, divenne noto come liberale e come monarchico nel contempo ed egli contribuì all'epoca di Gustavo III a creare riforme che ancora oggi rimangono nella storia della Svezia moderna. Nel 1783 Toll venne posto a capo della "Commissione per la Difesa Nazionale" che curò il governo della Svezia durante l'assenza del re, senza che il consiglio privato regio potesse intervenire negli affari amministrativi dello stato. Fu Toll a persuadere il re a convocare nuovamente il Riksdag nel 1786 nel quale divenne chiaro l'intento della volontà di dare inizio ad una guerra con la Russia, che ebbe inizio nel 1788 e che venne però osteggiata da Toll. Nel 1786 Toll venne elevato al rango di maggiore generale e divenne il principale aiutante di campo di Gustavo III. Nell'ambito del confronto russo-svedese, Toll riteneva che data la situazione internazionale fosse conveniente utilizzare la via diplomatica per risolvere le controversie tra i due paesi, ma la forza d'armi prese il sopravvento. Dopo la morte di Gustavo III, Toll fu per un breve periodo di tempo ministro della guerra e governatore generale della Scania per poi essere inviato come ambasciatore a Varsavia. Ingiustamente coinvolto nella cosiddetta "Cospirazione Armfelt", venne condannato a due anni di prigione per poi essere completamente riabilitato quando, nel 1796, Gustavo IV raggiunse la maggiore età. Al Riksdag che si tenne a Norrköping nel 1800, egli venne eletto maresciallo della dieta (Lantmarskalk), e guidò il partito realista con la sua consumata abilità di politico. In questa occasione egli forzò la riottosa nobiltà ad accettare il detestato Atto di Unione e Sicurezza che poneva pubblici i nomi di tutte le persone sospettate di complicità nell'omicidio dell'ultimo re. Successivamente egli giocò un ruolo di grande diplomatico nelle relazioni della Svezia con le altre maggiori potenze europee per il coinvolgimento nelle Guerre napoleoniche.

### Comandante militare
Nelle guerre napoleoniche, Toll fu presente alla difesa di Stralsund. La fortezza venne conquistata e dovette arrendersi il 20 agosto al maresciallo Brune, facendo retrocedere 13.000 soldati svedesi verso Rügen, perdendo inevitabilmente il controllo dell'area. A Toll venne permesso di fare ritorno in Svezia il 7 settembre 1807. Per il suo ruolo, Toll ricevette il titol di maresciallo di campo di Svezia e mantenne tale incarico anche sotto il governo di Carlo XIV il quale, nel 1814, lo creò conte. Morì nel 1817 senza essersi mai sposato e senza aver avuto alcun figlio.